# Spavač (1973.)
Spavač (eng. Sleeper) je američka futuristička znanstveno-fantastična komedija iz 1973. godine koju je režirao Woody Allen.
Film sadrži elemente parodije na mnoga istaknuta djela znanstvene fantastike.

## Radnja
Miles Monroe (Woody Allen), jazz glazbenik i vlasnik trgovine zdravom hranom, koji živi na Manhattanu u 1973. godini kirogenički je zamrznut bez njegova pristanka. 200 godina kasnije oživjeli su ga znanstvenici, članovi pobunjeničkog pokreta. SAD u 22. stoljeću policijska su država kojom vlada diktator i sprovode tajni plan poznat kao "projekt Aires". Pobunjenici žele iskoristi Milesa da se kao špijun infiltrira u projekt Aires, jer on je jedini član društva bez poznatog biometrijskog identiteta.
Vlasti hvataju znanstvenike, a Miles bježi skrivajući s kao robot. Odlazi na posao kao robot batler u kući Lune Schlosser (Diane Keaton). Kad Luna odluči zamijeniti robotsku glavu s drugom "estetskijom", Miles nema izbora nego joj otkriti svoj pravi identitet. Luna je uplašena i prijeti Milesu da će ga prijaviti vlastima. Miles otima Lunu i kreće u razotkrivanje projekta Aires.
Njih dvoje se zaljubljuju, ali Miles biva zarobljen i prisiljen na ispiranje mozga. On zaboravlja tko je i postaje zadovoljan član društva. U međuvremenu, Luna nalazi skupinu pobunjeničkih gerilaca i pridružuje se njihovom pokretu. Pobunjenici otimaju Milesa i podvrgavaju ga obrnutom ispiranju mozga, nakon čega se sjeti svoje prošlosti i pridružuje njihovom cilju.
Miles i Luna uspješno se infiltriraju u projekt Aires. Saznaju da je vođa ubijen u bombaškom napadu pobunjenika deset mjeseci ranije, a sve što je od njega ostalo je njegov nos. Nos je ostao živ, članovi Aires projekta zamijene Milesa i Lunu za liječnike i žele da oni kloniraju vođu iz njegovog dragog nosa. Umjesto toga, Miles krade nos i "ubija" posljednji ostatak diktatora.

## Produkcija
Film je snimljen u Denveru i okolici. Vanjske snimke bolnice rađene su u Laboratoriju Nacionalnog centra 
za atmosferska istraživanja u Boulderu, Colorado. Skulpturna kuća, djelo arhitekta 
Charlesa Deatona, danas je poznata kao Kuća spavača ili Kuća letećih tanjura.
Crkva religiozne znanosti u Lakewoodu pretvorena je u McDonald's budućnosti s brojačem
prodanih hamburgera, koji prikazuje brojku 1 s preko dvadeset nula.
Film na više mjesta parodira poznata djela znanstvene-fantastike, od kojih su najpoznatiji The Sleeper Awakes
Herberta Georgea Wellsa i Orwellova 1984. Druga izravna 
parodija je uloga glumca Douglasa Raina (poznat kao glas HAL-a 9000 u filmu 
2001.: Odiseja u svemiru (1968.)) kao glasa Zlog Kompjutera.
Najviše od svega Spavač je posveta dvojici komičara kojima se Woody Allen najviše divi. To su Benny Hill i Bob Hope.

## Glumci
- Woody Allen kao Miles Monroe
- Diane Keaton kao Luna Schlosser
- John Beck kao Erno Windt
- Marya Small kao Dr. Nero
- Susan Miller kao Ellen Pogrebin
- Mary Gregory kao Dr. Melik
- Don Keefer kao Dr. Tyron
- Peter Hobbs kao Dr. Dean
- John McLiam kao Dr. Aragon
- Bartlett Robinson as Dr. Orva
- Chris Forbes kao Rainer Krebs
- Brian Avery kao Herald Cohen
- Jackie Mason (glas) kao Tailor
- Douglas Rain (glas) kao Zli Kompjuter / robot batler

## Reakcije

### Kritike
| „              | "Spavač je profilirao Woodyja Allena u trenutačno najboljeg američkog glumca i redatelja komedije. Sa Spavačem Allen se najviše uspio približiti klasičnoj slapstick-and-chase komediji, u čemu je jako dobar." | ” |
| — Roger Ebert, | |   |

| „              | "Film obiluje literalnim citatima i slapstick komedijom, a kako se radnja zahuktava sve više uživamo u verbalnoj i vizualnoj parodiji." | ” |
| — Derek Elley, | |   |

| „                | "Spavač je Allenov četvrti film u kojem je glumac, redatelj i scenarist (ovaj put s Marshallom Brickmanom) i to je, siguran sam, ne samo njegov najambiciozniji, nego i najbolji film." | ” |
| — Vincent Canby, | |   |

| „             | "Spavač je vjerojatno Woodyjev najzabavniji film. Zato ću reći da zaslužuje biti stavljen na vrh njegova opusa, s drugim remek-djelima 'Annie Hall', 'Manhattan', 'Hannah i njezine sestre' i 'Zločini i prijestupi'. Spavač je moj omiljeni film Woodyja Allena, te nedvojbeno veliko ostvarenje umjetnosti komedije." | ” |
| — Ted Prigge, | |   |

### Nagrade i nominacije
- Dobitnik nagrade Hugo za najbolju dramsku izvedbu.
- Dobitnik nagrade Nebula za najbolju dramsku izvedbu.
- Nominiran za nagradu Saturn u kategoriji najboljeg znanstveno-fantastičnog filma.
- Nominiran za nagradu Ceha američkih scenarista u kategoriji najbolje napisane komedije.

## Vanjske poveznice
- Spavač u internetskoj bazi filmova IMDb-a
- Spavač na Box Office Mojo
- Rottentomatoes.com